# Lagazuoi
El Lagazuoi (Lagazuoi-Berg en alemany) és una muntanya que forma part del Grup de Fanis, a l'interior de les Dolomites Orientals de Badia (serralada de les Dolomites orientals), a oest de Cortina d'Ampezzo i a nord-est de Livinallongo del Col di Lana.

## Descripció
El Lagazuoi en realitat està format de dos muntanyes principals ben diferents, anomenades respectivament Petit Lagazuoi (alemany: Kleinen Lagazuoi, 2.778 m.) i al darrere Grande Lagazuoi (alemany: Großen Lagazuoi, 2.835 m). El massís és delimitat al sud pel pas Falzarego, a oest pel pas Valparola, al nord per l'Alpe de Fanis i la Vall Travenanzes, a est pel complex de Cima Falzarego-Col dei Bos i del massís de les Tofane, que el separa de la Vall d'Ampezzo. El Lagazuoi, efectivament, és l'única muntanya que forma part de l'àrea ampezzana no visible des de la mateixa conca, tapada per la més majestuosa i imponent Tofana de Rozes.

### IlLagaciò
A prop del massís es troba també el petit Lagaciò (o llac de Lagazuoi), llac perenne alimentat de fonts subterrànies. Situat sota el pas del llac, que li dona el nom, i al llarg de la vall que porta a Armentarola, es pot arribar a Lagaciò per la carena del Lagazuoi partint del pas de Falzarego i mitjançant el telefèric del Lagazuoi, i després seguint el vell camí de guerra.

## Història

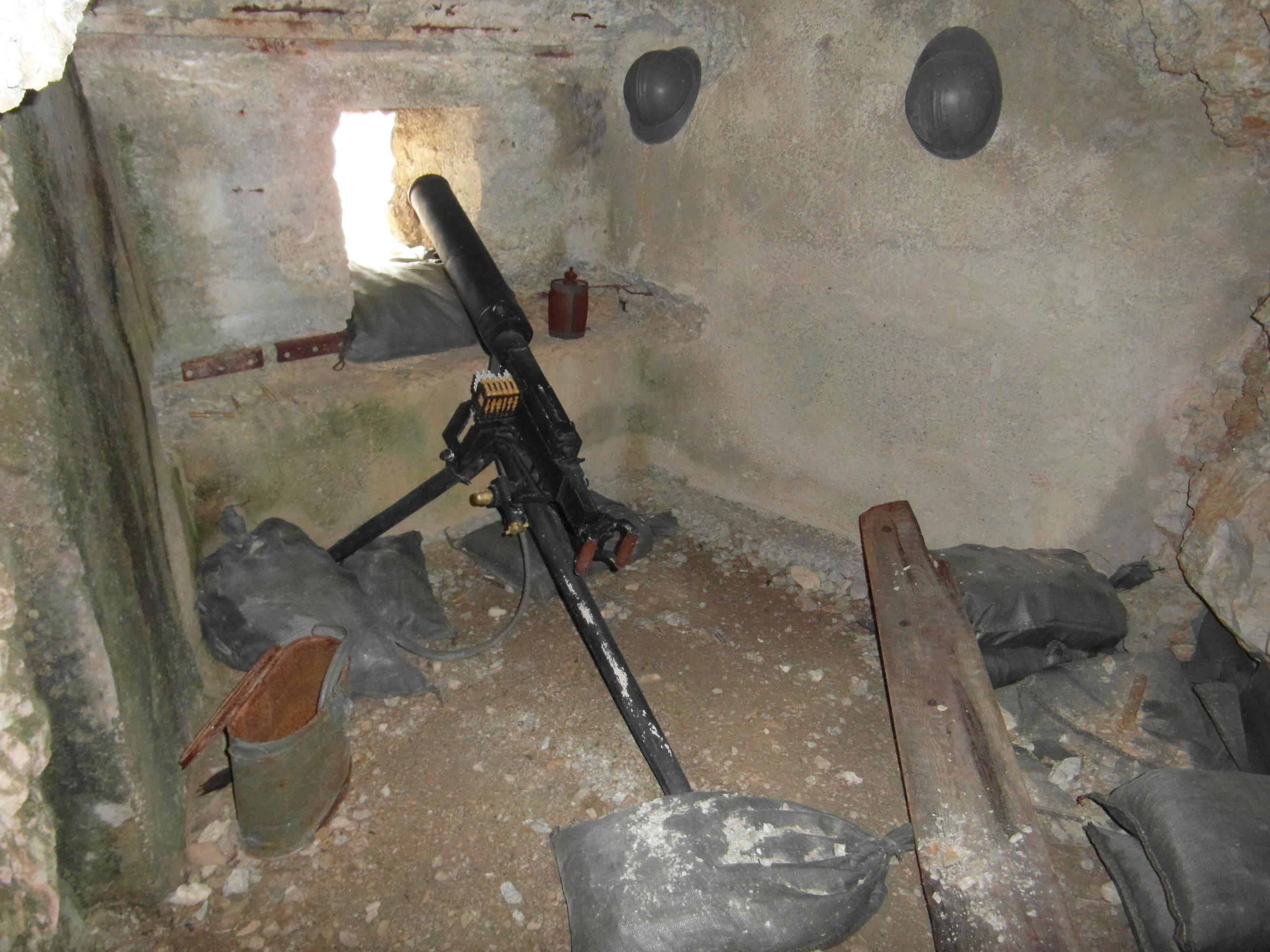
Reconstrucció d'un niu de metralladores

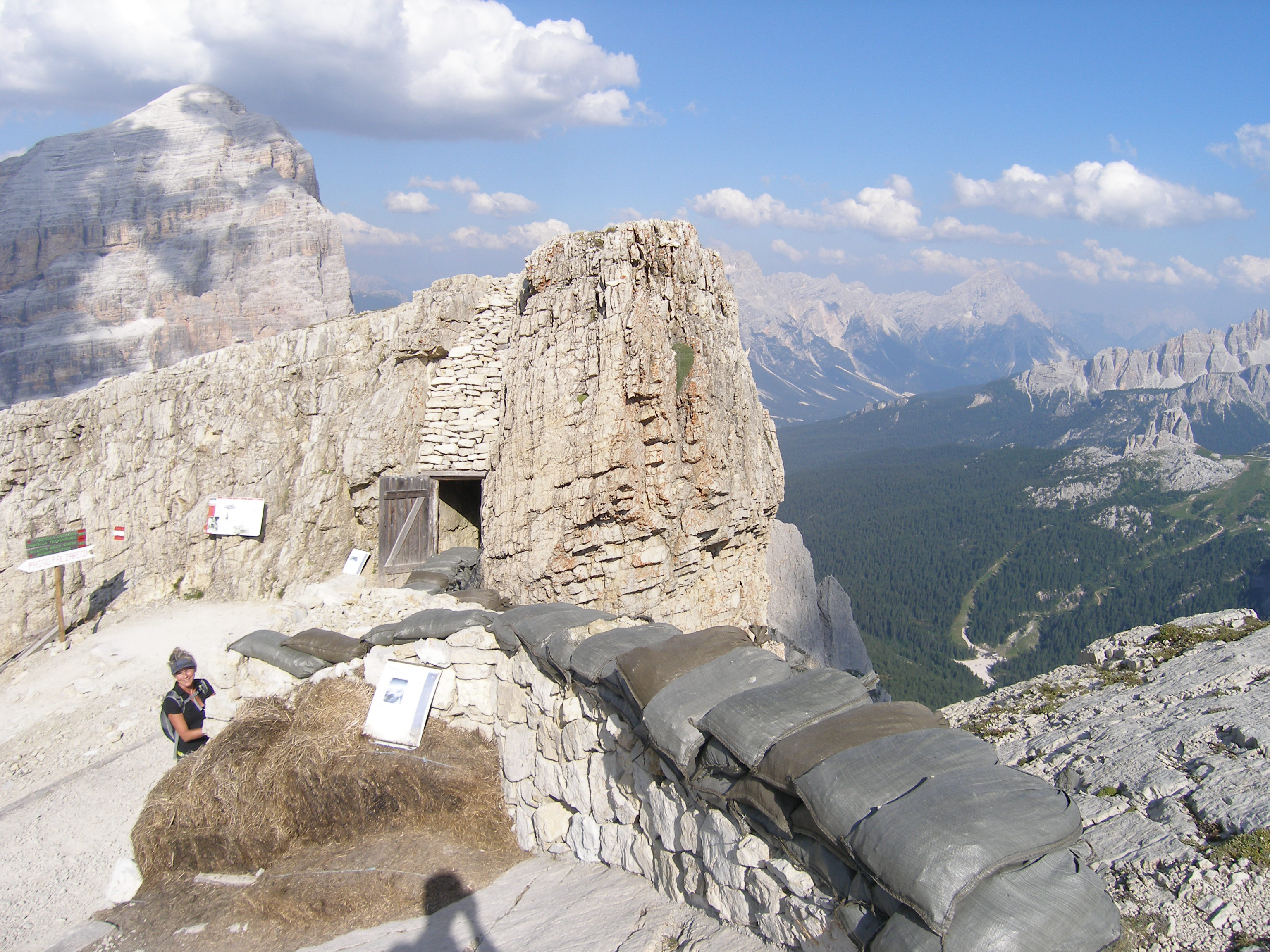
Reconstrucció de la sortida alta

Durant la Primera Guerra Mundial, entre 1915 i 1917, el Lagazuoi va ser teatre de durs combats entre les tropes italianes i les austro-hongareses, que van construir complexes xarxes de túnels i galeries cavades a l'interior del Piccolo Lagazuoi.
Entre el 18 i el 19 octubre de 1915 dos escamots alpins van ocupar algunes posicions sobre el vessant sud del Piccolo Lagazuoi, entre les quals una prima cornisa rebatejada Cengia Martini, que travessa la paret d'oest a est i que era estratègicament important, mentre les posicions austro-hongareses es trobaven sobre el cim de la muntanya. Per ocupar aquestes posicions, fortificades i cavades en la roca, els austríacs van fer esclatar tres mines, la més potent de les quals el 22 de maig de 1917 va fer saltar pels aires una part de la paret de 199 metres d'alt i 136 de llarg. No obstant això, les posicions italianes sobre la cornisa no es van abandonar.
Al seu torn els italians van cavar una galeria de dos-cents metres de desnivell a l'interior de la muntanya, fins al pic més petit, el Piccolo Lagazuoi; el 20 de juny de 1917 van fer explotar-hi sota 32.664 quilos d'explosiu i successivament, a través de la galeria, van ocupar el que en quedava. El cràter provocat per aquesta explosió és encara identificable. Després de la batalla de Caporetto els italians es van retirar de totes les seves posicions i les operacions militars en la zona es van acabar.

## Excursionisme
El massís té un telefèric que enllaça el pas Falzarego amb el refugi Lagazuoi (2.752 m) sobre el Lagazuoi Piccolo. D'aquí surten diversos senders i pistes de mules marcades, que porten cap a oest (la Val Badia), nord (la Vall Travenanzes i Vall de Fanes), i est (Col dei Bos i la Tofana de Rozes).
Reestructurades fa poc, les galeries i les trinxeres italianes i austríaques de la Gran Guerra avui són obertes al públic i lliurement visitables, constituint un atractiu d'indubtable interès històric i excursionista.